# Oboa
Óboa je leseno pihalno glasbilo z dvojnim jezičkom (ustnikom). Predniki oboe so glasbila, zasnovana na načelu dvojnega jezička in so že pri starih Grkih in Rimljanih veljali za najvažnejša pihalna glasbila. V Evropi se je oboa pojavila leta 1200, vendar je dobila svojo tipično obliko v sredini 17. stoletja. Mehanizem je bil takrat še zelo poenostavljen, tonski obseg pa je bil od c1 do d3. Današnjo obliko oboe poznamo od leta 1882 (izdelana v Parizu) in je kot takšna bila sprejeta po celem svetu (model »konzervatorij«). Današnji tonski obseg je od h do g3.
V družino spadajo še angleški rog (uglašen v f), oboa d`amore (v a) in hekelfon (basovka oboa).
V 17. stoletju je violina prevzela prvo mesto med instrumenti zaradi uspele zasnove in vedno večje virtuoznosti baročnih violinistov. Okoli leta 1700 pa so francoski izdelovalci instrumentov izpopolnili mehaniko oboe in to pihalo je postalo med ljubitelji glasbe zelo priljubljeno. Leta 1702 je neki francoski kritik zapisal, da je oboa za živahne glasbene stavke mnogo primernejša od violine. Naslednjih 50 let je pomenilo zlato dobo oboe, kasneje pa so jo izpodrinila godala, iz katerih so lahko sestavili godalni kvartet, tedaj najmodernejšo glasbeno obliko. Med pihali pa se je tedaj uveljavil tehnično zmogljivejši klarinet. Eno najlepših pričevanj o plemenitem tekmovanju med violino in oboo za prvenstvo med baročnimi instrumenti je prav gotovo Bachov koncert v c-molu, BWV 1060. (Originalna partitura koncerta, ki ga je Bach napisal v obdobju, ko je bil glasbenik v dvornem orkestru v Köthenu (1717-1723), se ni ohranila; rekonstruirali so ga po kasnejši transkripciji za dva čembala.)

## Klasična glasba za oboo
- Wolfgang Amadeus Mozart, Koncert za oboo in orkester v C duru, Kvartet v F duru
- Alessandro Marcello, Koncert za oboo, d mol
- Antonio Vivaldi, koncerti za oboo in orkester
- Johann Sebastian Bach, Brandenburška koncerta št. 1 in 2, Koncert za violino in oboo
- Tomaso Albinoni, Koncerti za oboo in orkester
- Georg Friedrich Händel, Prihod kraljice iz Šebe, koncerti za oboo, sonate
- Georg Philipp Telemann, koncerti za oboo, sonate
- Richard Strauss, Koncert za oboo in orkester
- Franz Joseph Haydn, Koncert za oboo in orkester, C dur
- Vincenzo Bellini, Koncert v E♭ duru
- Luciano Berio, Sequenza VII
- Francis Poulenc, Sonata ua oboo
- Benjamin Britten, 6 Metamorfoz po Ovidu
- Robert Schumann, 3 Romanc za oboo in klavir
- Carl Nielsen, 2 fantaziji za oboo in klavir
- Edwin Carr, Sonata za oboo, koncert za oboo
- Karl Ditters von Dittersdorf, koncerti za oboo
- Geoffrey Grey, Sonata za oboo in klavir

## Glavni izdelovalci instrumenta
- Buffet
- Covey
- Fossati
- Fox
- Frank
- Howarth
- A. Laubin
- F. Lorée
- Marigaux
- Mönnig
- Patricola
- Rigoutat
- Selmer
- Yamaha